# ليه هارت
ليه هارت (بالإنجليزية: Les Hart)‏ (28 فبراير 1917 المملكة المتحدة - 20 أغسطس 1996 المملكة المتحدة) هو لاعب كرة قدم بريطاني سابق كان يلعب كمدافع.